# 博基利亞 (佛羅里達州)
博基利亞（英語：Bokeelia）是位於美國佛羅里達州李縣的一個人口普查指定地區。

## 地理
博基利亞的座標為26°41′17″N 82°08′43″W / 26.68806°N 82.14528°W，而該地最高點為海拔高度0.6米（即2英尺）。

## 人口
根據2010年美國人口普查的數據，博基利亞的土地均為陸地，面積為22.90平方千米。當地共有人口1997人，而人口密度為每平方千米87人。